# San Giuseppe Calasanzio
San Giuseppe Calasanzio är en dekonsekrerad kyrkobyggnad i Rom, helgad åt den helige Josef av Calasanz, grundare av Piaristorden. Kyrkan är belägen vid Via Sicilia i Rione Ludovisi.

## Historia
I slutet av 1800-talet beslutade Piaristorden att flytta sitt moderhus från San Pantaleo i närheten av Piazza Navona till det nybyggda Ludovisi-distriktet. Vid Via Sicilia uppfördes en kyrka i nyrenässansstil samt bland annat ett kloster, ett novitiat och en skola. Redan år 1917 lämnade piaristerna Via Sicilia och sålde byggnadskomplexet och kyrkan till Italienska Röda Korset. Kyrkan är numera ombyggd till kongresshall.
Fasaden har två våningar med fyra kompositapilastrar i varje. Den övre våningen har ett runt fönster. Fasaden kröns av ett enkelt triangulärt pediment. 
Den enskeppiga interiören med tunnvalv hade en högaltarmålning av Gaetano Lapis, vilken avbildade Jungfru Maria med den helige Josef av Calasanz. Det högra sidoaltaret var invigt åt Jesu gudomliga hjärta, medan det vänstra var invigt åt den heliga Anna och hade altarmålningen Gud uppenbarar sig för den unga Maria, Anna och Joakim, utförd av Agostino Rosi.